# Charles Eisen
Charles Eisen, född 17 augusti 1720, död 4 januari 1778, var en fransk konstnär och grafiker.
Eisen intog ett av de främsta rummen bland den franska rokokons illustratörer genom sina mjuka och behagfulla teckningar och raderingar för en mängd bokverk, bland annat Claude Joseph Dorats Baisiers och Voltaires Henriade.